# Pitiegua
Pitiegua ist eine kleine westspanische Gemeinde (municipio) in der Provinz Salamanca in der Autonomen Gemeinschaft Kastilien-León. 2024 hatte die Gemeinde 182 Einwohner. 

## Geographie
Pitiegua befindet sich etwa 18 Kilometer nordöstlich vom Stadtzentrum der Provinzhauptstadt Salamanca. 

## Bevölkerungsentwicklung
| Jahr      | 1900 | 1920 | 1950 | 1970 | 1981 | 1991 | 2001 | 2011 | 2021 |
| Einwohner | 451  | 437  | 610  | 492  | 332  | 290  | 264  | 208  | 186  |

## Sehenswürdigkeiten
- Iglesia de San Miguel Arcángel (Michaeliskirche) aus dem 12./13. Jahrhundert

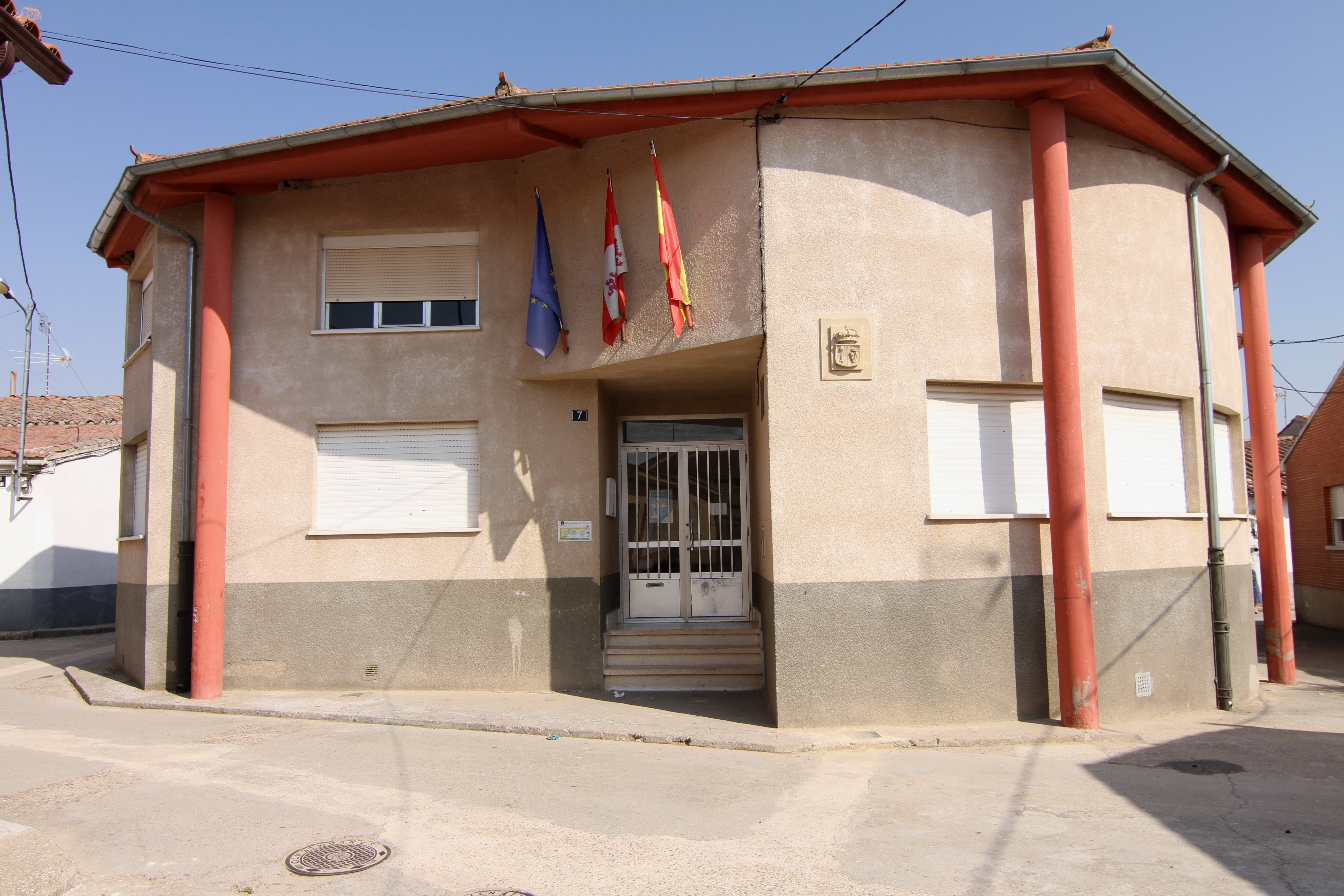
Rathaus